# Propallene kempi
Propallene kempi är en havsspindelart som först beskrevs av Calman, W.T. 1923.  Propallene kempi ingår i släktet Propallene och familjen Callipallenidae. Inga underarter finns listade i Catalogue of Life.